# Anti-overvalbrigade Brussel

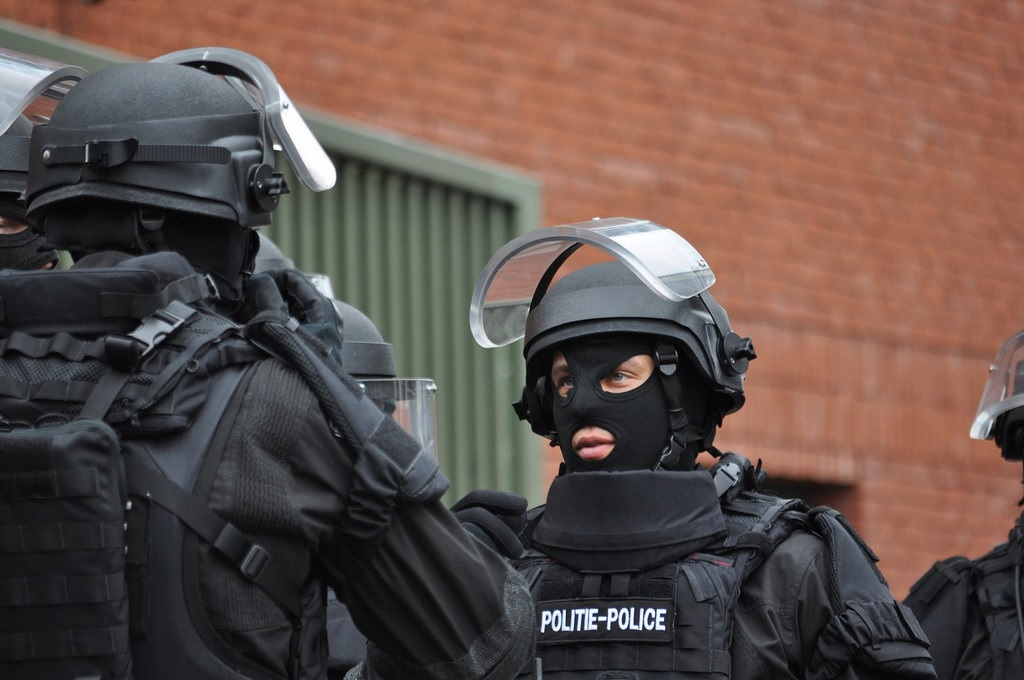
Anti-overvalbrigade

De Anti-overvalbrigade Brussel (A.O.B) / Brigade Anti-Agressions Bruxelles (B.A.A) is een Special Assistance Unit (SAU) (bijzonder bijstandsteam) en gerechtelijke eenheid van de grootste Brusselse politiezone, de politiezone Brussel HOOFDSTAD Elsene, gevestigd in Brussel aan de Kolenmarkt 30.
Op het wapenschild van de eenheid staat een uil. Deze symboliseert de observatietechnieken, snelheid en doeltreffendheid van uitvoering van de eenheid.
De Anti-overvalbrigade Brussel bestaat uit acht secties met een totaal van 56 inspecteurs. Elke sectie wordt geleid door een sectie-chef, die op zijn beurt onder toezicht staat van drie supervisors met de graad van hoofdinspecteur. Het officierskader van de A.O.B bestaat uit twee commissarissen van politie.

## Historiek
De Anti-overvalbrigade is opgericht in 1965 om het hoofd te bieden aan de steeds groeiende zware criminaliteit in Brussel-Stad en haar randgemeenten. Het is daarmee de langst bestaande interventie-eenheid van de Belgische politie.

## Werkwijze

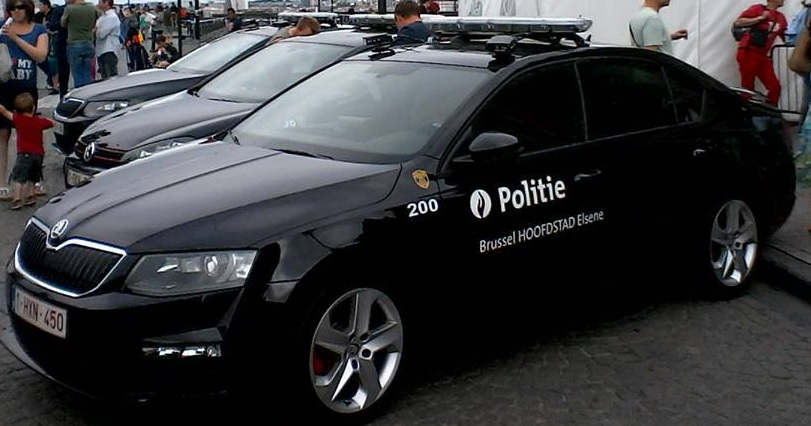
Skoda RS

De A.O.B patrouilleert op proactieve wijze op het grondgebied van Brussel-Stad, Laken, Neder-Over-Heembeek, Haren en Elsene. De meeste aanhoudingen gebeuren op heterdaad.
De voornaamste taken van de A.O.B zijn:
- Doelgerichte controle en opsporingen op het grondgebied van de politiezone.
- Tussenkomst bij risico-interventies zoals overvallen, zware geweldsdelicten op heterdaad en schietincidenten. Bij gijzelnemingen zullen zij een 'noodploeg' oprichten en indien mogelijk de toestand bevriezen tot de komst van het DSU Directie Speciale Eenheden.
- Operationele steun aan andere secties van de Lokale Recherche, zoals observaties, versterkte huiszoekingen en arrestaties van vuurwapengevaarlijke verdachten.
- Quick Response Force (QRF) Brussel

## Organogram
De dagelijkse werking van de A.O.B bestaat uit twee operationele structuren, de structuur proactieve dienst en de structuur Operaties en Steun.
De proactieve dienst op het grondgebied patrouilleert met een zwart politievoertuig, voorzien van een led-zwaailicht en met het embleem van de politie.
Tijdens het uitoefenen van deze normale dienst staan de ploegen A.O.B ter beschikking van de zonale dispatching voor oproepen betreffende zware criminaliteit op heterdaad (overvallen, schietincidenten, messteken enz.) en komt ter versterking van de andere patrouilles bij risico-interventies.
Het grootste deel van de normale dienst is echter gewijd aan proactieve recherche, met name het opsporen van gestolen voertuigen, het uitvoeren van gerichte controles en het opsporen van personen.
De tweede operationele structuur Operaties en Steun is gericht op bijscholing en opleiding, sport, het uitvoeren van versterkte huiszoekingen, het uitvoeren van gerichte acties met betrekking tot een specifiek criminaliteitsfenomeen en het leveren van QRF-patrouilles (Quick Response Force). Tevens zal de A.O.B in samenwerking met andere externe diensten zoals de FGP (Federale Gerechtelijke Politie), de Dienst voor de Veiligheid van de Staat enz. assisteren bij speciale gebeurtenissen zoals staatsbezoeken, en Europese Toppen.
Afhankelijk van de opdracht werken de leden van de A.O.B in tactische uitrusting of burgerkleding, zwarte patrouillewagen of met anonieme voertuigen.

## Rekrutering
Iedere Belgische politie-ambtenaar kan solliciteren om toe te treden tot de A.O.B. De kandidaten worden geselecteerd na drie dagen waarin zijn sportief, schietvaardigheden, tactische vaardigheden, observatievermogen, schriftelijk en mondeling getest worden. De overgebleven kandidaten worden daarna onderworpen aan een proefperiode van zes maanden. Tijdens de proefperiode dienen de kandidaten te slagen in de fysieke en tactische testen voorzien in de omzendbrief GPI81. Na deze proefperiode worden zij al dan niet opgenomen in de A.O.B.

## Resultaten
|                                                | 2006 | 2007 | 2008 | 2009 | 2010 |
| ---------------------------------------------- | ---- | ---- | ---- | ---- | ---- |
| Betrapping op heterdaad                        | 655  | 686  | 730  | 779  | 813  |
| Gerechtelijke aanhoudingen                     | 1062 | 1034 | 1208 | 1226 | 1306 |
| Terbeschikkingstelling van het parket          | 536  | 485  | 468  | 358  | 412  |
| Uitvoering van gerechtelijke bevelen           | -    | -    | 104  | 110  | 143  |
| Teruggevonden gestolen voertuigen/nummerplaten | 597  | 548  | 631  | 714  | 583  |
| Geseinde personen                              | -    | -    | 85   | 79   | 77   |
| Aan te houden geseinde personen                | -    | -    | 55   | 105  | 109  |